# Nephasoma abyssorum
Nephasoma abyssorum är en stjärnmaskart som först beskrevs av Johan Koren och Daniel Cornelius Danielssen 1875.  Nephasoma abyssorum ingår i släktet Nephasoma och familjen Golfingiidae.

## Underarter
Arten delas in i följande underarter:
- N. a. benhami
- N. a. abyssorum